# Macrozamia johnsonii
Macrozamia johnsonii es una especie de planta cícada de la familia Zamiaceae. Es endémica de Nueva Gales del Sur, Australia. 